# Thomson MO 5
Thomson MO 5 (MO 5) је кућни рачунар, производ фирме Томсон (Thomson) који је почео да се израђује у Француској током 1984. године.
Користио је Motorola 6809e као централни микропроцесор а RAM меморија рачунара MO 5 је имала капацитет од 32 KB (31008 бајтова слободно). 

## Детаљни подаци
Детаљнији подаци о рачунару MO 5 су дати у табели испод.
|                       | |
| [ 1 ]                 | |
| Произвођач            | Томсон |
| Тип                   | кућни рачунар |
| Меморија              | 32 (31008 бајтова слободно) |
| Поријекло             | Француска |
| Година                | 1984 |
| Тастатура             | AZERTY, калкулаторски тип (гумени тастери), 58 тастера. Тастери смјера, SHIFT (жути тастер), BASIC тастер, INS (insert), EFF (delete), ACC (accent), STOP, CNT (continue), CLEAR (cls), HOM (home), RESET тастер |
| Процесор              | |
| Фреквенција процесора | 1 |
| RAM                   | 32 (31008 бајтова слободно) |
| ROM                   | 16 (4 за монитор + 12 за Бејсик преводилац) |
| Текст                 | 40 знакова x 25 линија |
| Графика               | 320 x 200 тачака |
| Боја                  | 16 |
| Звук                  | један канал, 5 октава (7 октава, 3 канала са проширењем за палицу за игру) |
| Димензије             | 29 (ширина) x 18,3 (дубина) x 5 (висина) cm |
| Портови               | |
| Оперативни систем     | [[]] |